# Rocca Flea
Rocca Flea, anticamente nota come Arx Major Terre Gualdi, è una fortificazione che si erge nella parte alta di Gualdo Tadino, in Umbria.
Rappresenta uno degli esempi di architettura fortificata italiana del basso Medioevo. La rocca fu edificata inglobando un antichissimo luogo di culto dedicato a San Michele Arcangelo fondato in epoca longobarda (secoli VIII-IX), chiamato Sant'Angelo di Flea.
La Rocca Flea è sede del Museo Civico di Gualdo Tadino, ospita l'antiquarium del territorio e nelle sale sono esposte testimonianze della ceramica storica gualdese.

## Storia

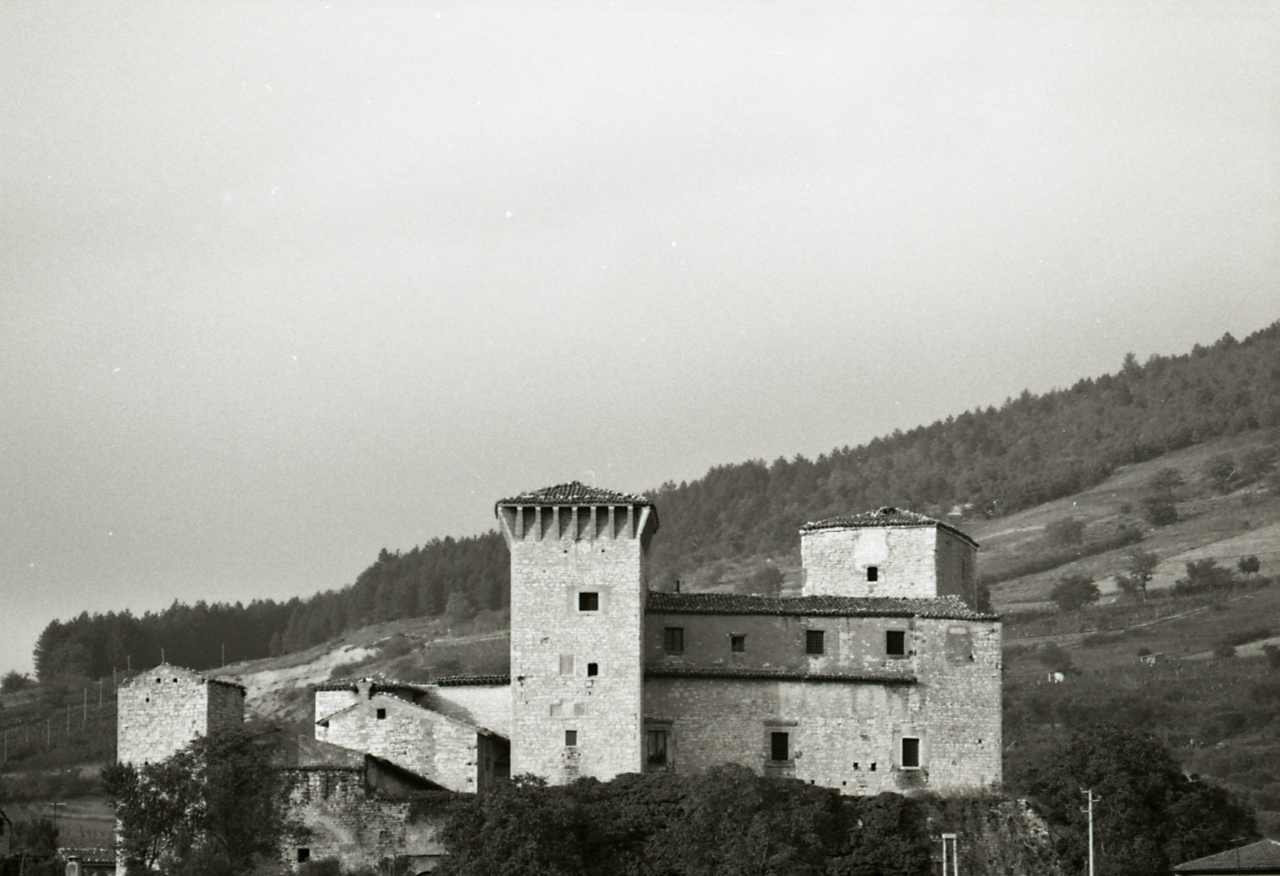
La Rocca Flea. Foto di Paolo Monti, 1967.

Le prime testimonianze storiche risalgono al XII secolo. L'edificio, dopo essere stato ricostruito da Federico II di Svevia nel 1242, ha subito vari restauri e rimaneggiamenti più o meno cospicui.
Al 1350, durante il periodo della dominazione perugina su Gualdo, risale la costruzione del mastio centrale, il Cassero, e sempre nel XIV secolo furono eseguiti ritocchi da Biordo Michelotti.
Nel tempo, la rocca mutò più volte destinazione d'uso: dopo essere stata trasformata in palazzo signorile; agli inizi dell'Ottocento divenne carcere femminile e dal 1888 divenne un carcere mandamentale. In seguito la rocca è divenuta sede del Museo Civico di Gualdo Tadino.